# El escuadrón diabólico (videojuego)
El escuadrón diabólico es un videojuego basado en los dibujos animados de Hanna-Barbera de 1969 Dastardly and Muttley in Their Flying Machines. Es un matamarcianos con scroll vertical desarrollado por Cobra y publicado para teléfonos móviles en 2007. 
- Datos: Q16560442